# Bruce Laingen
Lowell Bruce Laingen (Minesota, 6 de agosto de 1922-15 de julio de 2019) fue un diplomático estadounidense retirado que se desempeñó como embajador en Malta desde 1977 hasta 1979. Fue el funcionario estadounidense de mayor rango tomado como rehén durante la crisis de los rehenes en Irán, como el encargado de negocios ad interim (jefe de misión diplomática interino) en la embajada de los Estados Unidos en Teherán.

## Biografía
Nación en una granja en el sur de Minesota y  se graduó de St. Olaf College. Estudió en el Colegio Nacional de Guerra y recibió una maestría en relaciones internacionales de la Universidad de Minesota. Durante la Segunda Guerra Mundial, sirvió en la Armada de los Estados Unidos, y en 1949 se unió al servicio exterior estadounidense. Se desempeñó en diversos puestos en las misiones diplomáticas estadounidenses en Alemania, Irán, Pakistán y Afganistán, y luego fue nombrado embajador en Malta por el presidente Gerald Ford en 1977.
Regresó a Irán como encargado de negocios de los Estados Unidos en junio de 1979, luego de que el embajador William H. Sullivan y el encargado de negocios Charlie Naas fueran relevados de sus cargos por el presidente Jimmy Carter. El 4 de noviembre de 1979, la embajada de los Estados Unidos fue invadida por estudiantes manifestantes tras el estallido de la Revolución iraní. Fueron tomados 63 rehenes en la embajada, mientras que Laingen y otros dos funcionarios de alto rango fueron secuestrados en la oficina del Ministerio de Relaciones Exteriores iraní. La esposa de Laingen ató una cinta amarilla sobre un roble de su casa durante la crisis. Laingen y otros 51 rehenes fueron liberados el 20 de enero de 1981, luego de 444 días de cautiverio. Laingen sigue siendo el último jefe de misión estadounidense en Irán, ya que las relaciones diplomáticas bilaterales directas entre los dos gobiernos se interrumpieron después de la toma de la embajada, el 7 de abril de 1980, y no se han restablecido.
Después de que fueron liberados de Irán, él y otros rehenes llegaron a los Estados Unidos a la Academia Militar de West Point, en el estado de Nueva York. Cuatro meses después, el 26 de mayo de 1981, la clase de West Point de 1981 lo honró como su orador de banquete de graduación durante un evento de cena formal en el Cadet Mess Hall. Laingen recibió el Premio al Valor del Departamento de Estado junto con varios otros reconocimientos. La Biblioteca del Congreso mantiene su correspondencia.
Posteriormente fue vicepresidente de la Universidad Nacional de Defensa. Se retiró del servicio exterior en 1987 después de 38 años de servicio. También se desempeñó como presidente de la Academia Estadounidense de Diplomacia.

## Publicaciones
- Yellow Ribbon: The Secret Journal of Bruce Laingen (1992).